# ويليم فان والت ماير
ويليم فان والت ماير (بالهولندية: Willem van Walt Meijer)‏ هو متسابق يخت هولندي، ولد في 8 يوليو 1958 في روتردام في هولندا.

## وصلات خارجية
- ويليم فان والت ماير على موقع أوليمبيديا (الإنجليزية)